# Primera Divisió 2023/24
Die Primera Divisió 2023/24 war die 29. Spielzeit der höchsten andorranischen Fußballliga. Sie begann am 17. September 2023 und endete am 19. Mai 2024. Titelverteidiger war Atlètic Club d’Escaldes.

## Modus
Die zehn Mannschaften traten an 27 Spieltagen jeweils dreimal gegeneinander an. Der Meister qualifizierte sich für Vorrunde der UEFA Champions League. Der Zweite und Pokalsieger spielten in der UEFA Conference League. Der Tabellenletzte stieg direkt ab, der Vorletzte spielte in der Relegation gegen den Vierten der Segona Divisió um den Klassenerhalt.

## Teams und Spielorte
|  | Mannschaft                | Stadt              | Vorjahr    |
|  | ------------------------- | ------------------ | ---------- |
|  | Atlètic Club d’Escaldes   | Escaldes-Engordany | 1.         |
|  | Inter Club d’Escaldes     | Escaldes-Engordany | 2.         |
|  | FC Santa Coloma           | Andorra la Vella   | 3.         |
|  | UE Santa Coloma           | Andorra la Vella   | 4.         |
|  | Penya Encarnada d’Andorra | Andorra la Vella   | 5.         |
|  | FC Ordino                 | Ordino             | 6.         |
|  | CE Carroi                 | Andorra la Vella   | Aufsteiger |
|  | FC Pas de la Casa         | La Massana         | Aufsteiger |
|  | CF Atlètic Amèrica        | Escaldes-Engordany | Aufsteiger |
|  | CF Esperança d’Andorra    | Andorra la Vella   | Aufsteiger |

## Abschlusstabelle
| Pl. | Verein                      | Sp. | S  | U | N  | Tore    | Diff. | Punkte |
| --- | --------------------------- | --- | -- | - | -- | ------- | ----- | ------ |
| 1.  | UE Santa Coloma             | 27  | 20 | 6 | 1  | 057:120 | +45   | 66     |
| 2.  | Inter Club d’Escaldes       | 27  | 20 | 3 | 4  | 066:160 | +50   | 63     |
| 3.  | Atlètic Club d’Escaldes (M) | 27  | 19 | 3 | 5  | 071:210 | +50   | 60     |
| 4.  | FC Santa Coloma             | 27  | 19 | 2 | 6  | 064:230 | +41   | 59     |
| 5.  | Penya Encarnada d’Andorra   | 27  | 13 | 5 | 9  | 045:340 | +11   | 44     |
| 6.  | FC Ordino                   | 27  | 10 | 6 | 11 | 033:290 | +4    | 36     |
| 7.  | FC Pas de la Casa (N)       | 27  | 3  | 9 | 15 | 024:460 | −22   | 18     |
| 8.  | CF Esperança d’Andorra (N)  | 27  | 4  | 2 | 21 | 027:810 | −54   | 14     |
| 9.  | CE Carroi (N)               | 27  | 3  | 4 | 20 | 019:770 | −58   | 13     |
| 10. | CF Atlètic Amèrica (N)      | 27  | 3  | 2 | 22 | 022:890 | −67   | 11     |

Platzierungskriterien: 1. Punkte – 2. Direkter Vergleich (Punkte, Tordifferenz, geschossene Tore) – 3. Tordifferenz – 4. geschossene Tore

| (M) | amtierender andorranischer Meister     |
| (P) | amtierender andorranischer Pokalsieger |
| (N) | Neuaufsteiger der letzten Saison       |

### Kreuztabelle
| Hinrunde (Runden 1–18)  | Hinrunde (Runden 1–18) | Hinrunde (Runden 1–18) | Hinrunde (Runden 1–18) | Hinrunde (Runden 1–18) | Hinrunde (Runden 1–18) | Hinrunde (Runden 1–18) | Hinrunde (Runden 1–18) | Hinrunde (Runden 1–18) | Hinrunde (Runden 1–18) | 2023/24                   | Rückrunde (Runden 19–27) | Rückrunde (Runden 19–27) | Rückrunde (Runden 19–27) | Rückrunde (Runden 19–27) | Rückrunde (Runden 19–27) | Rückrunde (Runden 19–27) | Rückrunde (Runden 19–27) | Rückrunde (Runden 19–27) | Rückrunde (Runden 19–27) | Rückrunde (Runden 19–27) |
| ----------------------- | ---------------------- | ---------------------- | ---------------------- | ---------------------- | ---------------------- | ---------------------- | ---------------------- | ---------------------- | ---------------------- | ------------------------- | ------------------------ | ------------------------ | ------------------------ | ------------------------ | ------------------------ | ------------------------ | ------------------------ | ------------------------ | ------------------------ | ------------------------ |
| Atlètic Club d’Escaldes | AMÈ                    | CEC                    | ESP                    | Inter Club d’Escaldes  | ORD                    | PAS                    | PEN                    | FC Santa Coloma        | UES                    | Verein                    | Atlètic Club d’Escaldes  | AMÈ                      | CEC                      | ESP                      | Inter Club d’Escaldes    | ORD                      | PAS                      | PEN                      | FC Santa Coloma          | UES                      |
|                         | 8:0                    | 8:1                    | 3:1                    | 2:1                    | 1:0                    | 1:1                    | 3:0                    | 5:1                    | 1:2                    | Atlètic Club d’Escaldes   |                          | –                        | 2:1                      | –                        | 2:0                      | 1:0                      | –                        | –                        | –                        | 0:2                      |
| 1:4                     |                        | 1:3                    | 6:3                    | 0:3                    | 1:2                    | 1:3                    | 1:1                    | 2:4                    | 0:1                    | CF Atlètic Amèrica        | 1:8                      |                          | –                        | 0:5                      | –                        | –                        | 0:3                      | 1:4                      | –                        | 0:1                      |
| 0:4                     | 2:2                    |                        | 0:4                    | 1:6                    | 0:2                    | 0:0                    | 0:2                    | 0:2                    | 0:5                    | CE Carroi                 | –                        | 2:3                      |                          | –                        | –                        | –                        | –                        | 0:2                      | –                        | 0:3                      |
| 0:5                     | 2:0                    | 0:2                    |                        | 0:2                    | 0:3                    | 0:0                    | 0:3                    | 0:5                    | 0:2                    | CF Esperança d’Andorra    | 1:3                      | –                        | 2:0                      |                          | –                        | 2:4                      | –                        | –                        | 0:6                      | –                        |
| 1:0                     | 6:0                    | 3:1                    | 6:0                    |                        | 2:0                    | 2:0                    | 4:2                    | 2:0                    | 1:1                    | Inter Club d’Escaldes     | –                        | 2:0                      | 6:0                      | 4:0                      |                          | –                        | –                        | –                        | 1:2                      | –                        |
| 1:1                     | 1:0                    | 4:0                    | 4:0                    | 2:2                    |                        | 1:0                    | 1:0                    | 1:1                    | 1:2                    | FC Ordino                 | –                        | 1:0                      | 1:1                      | –                        | 0:1                      |                          | 1:1                      | –                        | –                        | –                        |
| 0:2                     | 1:2                    | 0:1                    | 3:2                    | 0:3                    | 1:1                    |                        | 0:1                    | 0:5                    | 1:5                    | FC Pas de la Casa         | 1:2                      | –                        | 2:2                      | 2:2                      | 0:1                      | –                        |                          | 2:2                      | 0:2                      | –                        |
| 1:1                     | 6:0                    | 4:1                    | 1:0                    | 0:2                    | 2:1                    | 2:0                    |                        | 0:2                    | 1:2                    | Penya Encarnada d’Andorra | 1:2                      | –                        | –                        | 3:2                      | 1:3                      | 2:1                      | –                        |                          | 2:4                      | 0:0                      |
| 1:0                     | 4:0                    | 2:1                    | 6:1                    | 0:1                    | 2:0                    | 3:2                    | 0:1                    |                        | 1:2                    | FC Santa Coloma           | 0:1                      | 3:0                      | 4:0                      | –                        | –                        | 2:0                      | –                        | –                        |                          | –                        |
| 2:1                     | 6:0                    | 3:0                    | 6:0                    | 2:1                    | 2:0                    | 0:0                    | 1:1                    | 1:2                    |                        | UE Santa Coloma           | –                        | –                        | –                        | 2:0                      | 0:0                      | 2:0                      | 2:1                      | –                        | 0:0                      |                          |

## Relegation
Der Zweitplatzierte der Segona Divisió bestreitet im Anschluss zwei Relegationsspiele gegen den Neuntplatzierten der Primera Divisió.
|             | Gesamt |           | Hinspiel | Rückspiel |
| ----------- | ------ | --------- | -------- | --------- |
| FC Rànger’s | 2:1    | CE Carroi | 0:1      | 2:0       |